# Покров, Аня
А́нна Алекса́ндровна Покро́вская (род. 15 декабря 1999, Волгоград), более известная как А́ня Покро́в, — российский видеоблогер (тиктокер, ютубер) и музыкальная исполнительница.
Член первого состава тиктокерского дома Dream Team House (с марта 2020 по октябрь 2023 года).
В октябре 2020 года российский Forbes поместил её на 9-е место своего первого в истории списка самых высокооплачиваемых тиктокеров.
В интернете также использует псевдонимы Антигрустин и Авокадо.

## Биография
Родилась в Волгограде 15 декабря 1999 года. Мама Ани работала на волгоградском химическом заводе «Каустик», а папа — на нефтеперерабатывающем заводе «Лукойл».
Училась в музыкальной школе, окончив её по классу домры. Кроме того, ещё с детства любила танцевать и занималась танцами.
Поскольку денег в семье было мало, ещё подростком Аня начала сама зарабатывать, раздавая листовки и подрабатывая в маленьких кафе официанткой.
По окончании средней школы поступила в Волгоградский государственный институт искусств и культуры на специальность «режиссёр театрализованных представлений и праздников».
На первом курсе начала пробовать себя в жанре коротких видеосюжетов, выкладывая их у себя в соцсетях. Со временем добилась на этом поприще определённой популярности и, решив посвящать этому увлечению больше времени, перешла на дистанционное обучение. Когда появился и набрал популярность ТикТок[уточнить], стала публиковать видео там.
С марта 2020 год Аня живёт в московском доме тиктокеров Dream Team House. На момент приглашения туда она ещё жила в Волгограде, поэтому на переезд решилась не сразу.
В мае того же года начала музыкальную карьеру, представив публике свой дебютный сингл «Не игра в Симс». В клипе на эту песню снимались Анины коллеги по тиктокерскому дому — Даня Милохин, Артур Бабич и другие.
21 сентября 2020 года у Ани вышел второй сингл «Парень из села». По Аниным словам, песня намеренно выдержана в необычном стиле — стилистически её можно отнести к «современному шансону».
В январе 2021 года выпустила песню «Последний предатель», которую посвятила своему бывшему возлюбленному.
В ноябре 2021 года на музыкальном телеканале «ТНТ Music» было запущено шоу под названием «Цветответ», ведущей которого стала Аня Покров.
В феврале 2022 года стала участницей второго сезона шоу «Звёзды в Африке» на телеканале «ТНТ», где заняла третье место.
В 2022 году проживала в США. В 2023 году вернулась в Россию.

## Тематика каналов
Для TikTok снимает юмористические сценки, танцы, песни.
В мае 2020 года у Ани стартовал канал на YouTube, посвящённый новостям из мира блогеров.

## Дискография

### Синглы
| Год  | Название                                 | Чарты                           | Чарты                   | Примечания                        |
| Год  | Название                                 | СНГ                             | СНГ                     | Примечания                        |
| Год  | Название                                 | TopHit Top Radio & YouTube Hits | TopHit Top YouTube Hits | Примечания                        |
| ---- | ---------------------------------------- | ------------------------------- | ----------------------- | --------------------------------- |
| 2020 | «Не игра в Симс»                         | 563                             | 67                      | цифровой сингл, вып. 13 мая 2020  |
| 2020 | «Парень из села»                         | 779                             | 95                      | цифровой сингл, вып. 21 сен. 2020 |
| 2020 | «Авиарежим»                              | —                               | —                       | цифровой сингл, вып. 20 ноя. 2020 |
| 2020 | «Снежинка» (Mia Boyka & Аня Pokrov)      | 93                              | 17                      | цифровой сингл, вып. 10 дек. 2020 |
| 2021 | «Последний предатель»                    | 110                             | 24                      | цифровой сингл, вып. 25 янв. 2021 |
| 2021 | «Так сильно» (Ольга Бузова & Аня Pokrov) | 70                              | 13                      | цифровой сингл, вып. 5 апр. 2021  |
| 2021 | «Ты свободен»                            | —                               | —                       | цифровой сингл, вып. 3 июн. 2021  |
| 2021 | «Любовь с картинки» (Асия & Аня Pokrov)  | 120                             | 34                      | цифровой сингл, вып. 14 июн. 2021 |
| 2021 | «Парень с голубыми глазами»              | —                               | —                       | цифровой сингл, вып. 5 окт. 2021  |
| 2021 | «Танцуй» (OST «Моднюша»)                 | —                               | —                       | цифровой сингл, вып. 25 ноя. 2021 |
| 2022 | «Не верю»                                | —                               | —                       | цифровой сингл, вып. 18 янв. 2022 |
| 2022 | «Мой выпускной»                          | —                               | —                       | цифровой сингл, вып. 3 июн. 2022  |
| 2022 | «Алиби»                                  | —                               | —                       | цифровой сингл, вып. 6 сен. 2022  |
| 2023 | «Враги»                                  | —                               | —                       | цифровой сингл, вып. 9 июн. 2023  |
| 2023 | «Да да»                                  | —                               | —                       | цифровой сингл, вып. 3 ноя. 2023  |
| 2024 | «Не виновата»                            | —                               | —                       | цифровой сингл, вып. 9 фев. 2024  |
| 2024 | «Что со мной не так»                     | —                               | —                       | цифровой сингл, вып. 24 апр. 2024 |

## Фильмография
| Год  |    | Название                    | Роль                     |
| ---- | -- | --------------------------- | ------------------------ |
| 2020 | ф  | Когда же это кончится?      | блогер                   |
| 2023 | мф | Дозор Джунглей: Кругосветка | Батришия                 |
| 2023 | с  | Политех                     | Лиза                     |
| 2025 | с  | В темноте                   | Имя персонажа не указано |

## Рейтинги
- Самые высокооплачиваемые тиктокеры по версии Forbes — 9 место[2].
- Топ-20 быстрорастущих инстаграм-блогеров России в 2020 году — 3 место[11].
- Топ-5 поющих звёзд «ТикТока» — 3 место[12].

## Награды и номинации
| Год  | Премия                                           | Номинация                              | Номинант                 | Результат | Прим. и ист.  |
| ---- | ------------------------------------------------ | -------------------------------------- | ------------------------ | --------- | ------------- |
| 2020 | Итоги года 2020 по версии телеканала «ТНТ Music» | Лучший тиктокер года                   | Аня Pokrov               | Номинация | 4-е место     |
| 2021 | Nickelodeon Kids’ Choice Awards                  | Любимый «шип» года российских зрителей | Аня Pokrov и Артур Бабич | Победа    | [ 14 ] [ 15 ] |